# Die Schatzritter und das Geheimnis von Melusina
Die Schatzritter und das Geheimnis von Melusina és una pel·lícula luxemburguesa / alemanya realitzada el 2012 i dirigida per Laura Schroeder. La pel·lícula té a Enid Blyton com a argument de la història.
La seva estrena va ser el 4 de juliol de 2012 a Luxemburg i l'estrena alemanya a Múnic el 30 d'agost de 2012. Va ser filmada a la catedral de Luxemburg i a Alemanya (Saarland i Múnic).